# Słowenia na Letnich Igrzyskach Olimpijskich 2000
Słowenię na Letnich Igrzyskach Olimpijskich 2000 reprezentowało 74 zawodników.

## Zdobyte medale
| Medal | Zawodnik            | Dyscyplina  | Konkurencja                             |
| ----- | ------------------- | ----------- | --------------------------------------- |
| Złoto | Iztok Čop Luka Špik | Wioślarstwo | dwójka podwójna                         |
| Złoto | Rajmond Debevec     | Strzelectwo | karabin małokalibrowy trzy postawy 50 m |